# Utricularia benjaminiana
Utricularia benjaminiana — вид рослин із родини пухирникових (Lentibulariaceae).

## Біоморфологічна характеристика
Багаторічна рослина. Столони ниткоподібні, довжиною до 50 см і більше, гнучкі, ± густо ворсинчасті; міжвузля 1–10 см; ризоїди відсутні. Листки з 1 або 2 первинними сегментами, 15–40 мм завдовжки, яйцеподібні, перисто-розділені. Пастки зазвичай нечисленні і часто відсутні на деяких листках, на довгих ніжках, яйцюваті, ворсинчасті, 1–3 мм завдовжки; рот боковий; верхня губа з 2 простими чи ± розгалуженими волосками; нижня губа гола чи з 1 або більше короткими простими волосками. Суцвіття прямовисні, 3–25 см; квіток 2–10, верхні скупчені, нижні ± віддалені. Частки чашечки нерівні, круглі, перетинчасті, завдовжки ± 1 мм у час цвітіння, ледь наростають після. Віночок ліловий чи блідо-пурпурний з жовтою плямою на піднебінні або повністю білий, 10–15 мм завдовжки; верхня губа довгаста, глибоко розділена на 2 паралельні частки; нижня губа ниркоподібна, 7–10 мм ушир, верхівка ± виїмчаста; шпора циліндрична чи ковбасоподібна, у 2–3 рази довше нижньої губи, 8–10 мм завдовжки й 2.5–3.5 мм завтовшки; віночок клейстогамних квіток атрофований чи майже так. Коробочка еліпсоїдна, 2.5–3.5 мм завдовжки. Насіння небагато, іноді всього 2, сочевицеподібне з вузьким неправильним крилом, ± 1 мм загалом у діаметрі.

## Поширення
Вид поширений у Центральній і Південній Америці (Бразилія, Французька Гвіана, Гаяна, Гондурас, Нікарагуа, Суринам, Тринідад і Тобаго, Венесуела) й у Африці (Ангола, Ботсвана, Бурунді, Камерун, ДР Конго, Кот-д'Івуар, Габон, Гана, Гвінея, Гвінея-Бісау, Ліберія, Мадагаскар, Малі, Намібія, Нігерія, Сенегал, Сьєрра Леоне, ПАР (Квазулу-Натал), Танзанія, Уганда, Замбія).

## Спосіб життя
Це водна наполовину занурена рослина; від рівня моря до 1200 метрів. Росте в прісній або солонуватий воді на болотах, ставках і річках.

## Використання
Вид культивується невеликою кількістю ентузіастів роду. Торгівля незначна.